# Rosa Castillo Araujo
Rosa Castillo Araujo (Barcelona, 14 de febrer de 1956) és una jugadora de bàsquet catalana que fou membre de la selecció femenina espanyola. Va guanyar 11 títols de Lliga i 11 Copes. Va ser la màxima anotadora de les finals de Copa espanyoles amb 215 punts a 13 finals.

## Carrera a clubs
Rosa Castillo va jugar a la Lliga espanyola durant 18 anys, guanyant 11 títols de Lliga i 11 títols de Copa. Encara que fou la màxima anotadora, en aquell temps fins i tot les millors jugadores no eren professionals.
Va començar al club PEM de Barcelona a l'edat de 13 anys, juntament amb la seva germana i també futura jugadora de la selecció estatal, Mercedes Castillo. L'equip, liderat per la futura entrenadora estatal Maria Planas, va aconseguir l'ascens tres anys consecutius fins a arribar a la divisió superior. A causa del caràcter local del club i de les dificultats per a jugar a la primera lliga, va canviar al club Picadero JC el 1974, subsegüentment conegut (per patrocini) com a PICEFF Barcelona, Picadero Evax, Íntima Barcelona, Picadero Comansi i finalment Natural Cusí, fins i tot canviant de camp: el 1984 el Picadero es va fusionar amb El Masnou Bàsquetbol. En aquest equip va coincidir amb la jugadora Ester Daurella.
Amb 1.80 metres, l'evolució de la seva posició a l'equip és paral·lela a la de les alçades de la Lliga femenina, jugant com a pivot alta a mitjans del 1970s i acabant la seva carrera al començament dels 90s com a aler.
Una seriosa lesió de genoll el 1990 gairebé li va forçar la retirada, però va recuperar-se'n i s'incorporà al Dorna Godella valencià el 1991, el seu únic any com a jugadora professional i fora del Principat. Es va retirar el 1992 després de tota una temporada sense perdre i guanyant el triplet de competicions (Lliga, Copa i Campionat d'Europa) amb el Club Bàsquet Dorna Godella.

## Selecció estatal
Va fer el seu debut amb la selecció estatal de bàsquet femení a l'edat de 18 anys. Va jugar amb l'equip sènior durant 13 anys, de 1974 a 1987, amb un total de 113 taps i 10.8 PPG. Va participar en 6 Campionats europeus:
- 8è Campionat per a Dones Sota-18 (joves) FIBA Europa 1973
- 6è Campionat per a Dones Sota-18 (joves) FIBA Europa 1975
- 12è Eurobasket 1974
- 10è Eurobasket 1976
- 11è Eurobasket 1978
- 10è Eurobasket 1980[8]
- 10è Eurobasket 1985
- 6è Eurobasket 1987